# Bye Bye Blondie (film)
Pour les articles homonymes, voir Bye Bye Blondie.
Pour plus de détails, voir Fiche technique et Distribution.
Bye Bye Blondie est un film français réalisé par Virginie Despentes, présenté au Festival du film gay et lesbien de Paris en 2011 puis sorti en 2012. Il s'agit d'une adaptation du roman éponyme de Virginie Despentes, publié en 2004.

## Synopsis
Nancy, dans les années 1980. Gloria (Soko) est une ado rebelle dans une famille très stricte. Alors qu'elle se fait donner des leçons par ses parents (Nadège Prugnard et Fantazio), elle pique une crise de nerfs et elle est internée à l'hôpital psychiatrique Jeanne d'Arc de Dommartin-lès-Toul. Le psychiatre (Jean-Yves Ruf) lui reproche sa façon de s'enlaidir avec son look punk, sa façon de « se mettre en danger » et lui pose des questions intimes sur sa sexualité, auxquelles Gloria refuse de répondre. Gloria a du mal à supporter sa privation de liberté, mais sa rencontre avec Francès (Clara Ponsot), prétendument internée pour amnésie, lui donne plus de courage. Francès, très sûre d'elle et apparemment contente d'être là, commence à flirter avec elle. À sa sortie, Francès envoie plusieurs lettres d'amour enflammées à Gloria, alors que cette dernière ne lui envoie qu'une seule lettre de rupture. Quand Gloria sort finalement de l'hôpital, elle réintègre sa bande de punks et revoit Francès qui fait partie de la bande adverse de skins. Les deux tombent pourtant amoureuses l'une de l'autre et Francès suit la bande de Gloria pour quelque temps, même si elle ne s'y sent pas à l'aise. Francès finit par la quitter et Gloria part zoner seule dans la ville par dépit.
Nancy, dans les années 2000. Après s'être disputée avec son ami Bertrand chez qui elle habitait, Gloria (Béatrice Dalle) visite un atelier d'amis. Alors qu'ils regardent l'émission Lettre à Francès à la télé et que tout le monde à part Gloria montrent son admiration pour la présentatrice vedette, la même Francès (Emmanuelle Béart) apparaît. Elle vient se rappeler au bon souvenir de Gloria, qu'elle avait connue jeune. Malgré sa réaction initiale de rejet, la rmiste accepte de suivre la riche star de la télé chez elle à Paris pour quelques jours. Francès vit dans la même maison que Claude (Pascal Greggory), un écrivain à succès en panne d'inspiration. Francès et Claude sont mariés alors que tous deux sont homosexuels, mais Francès utilise son mariage pour se donner une légitimité dans son métier et ne pas être vue comme la « gouine du PAF ». Même si Claude a du mal à comprendre l'attirance de Francès pour le « pitbull » Gloria et que la cohabitation s'avère difficile, il finit par accepter que Francès ait besoin d'air frais, alors que les rumeurs de son remplacement à l'émission se font persistantes. Pour occuper ses journées alors que Francès est au travail, Gloria construit une cabane de bric et de broc dans son appartement. À un dîner de gala avec les personnalités de la télévision, Gloria s'en prend violemment à Hélène Soult (Olivia Csiky Trnka) en la traitant de « connasse » et repart avec Tonina (Camille Chamoux) dans une teuf punk. Francès les suit et pique une crise de jalousie. Le lendemain, Francès apprend qu'elle est virée de l'émission et elle en profite pour se défouler en distribuant quelques claques. Elle termine au poste de police où Gloria et Claude viennent la chercher et Francès embrasse Gloria devant les journalistes, révélant ainsi son homosexualité au grand public.

## Fiche technique
- Réalisation et scénario : Virginie Despentes, d'après son roman homonyme.
- Directrice de la photographie : Hélène Louvart
- Directrice artistique : Valérie Massadian
- Cascades : Olivier Schneider
- Musique : Pia Hoffmann
- Montage : Martine Giordano
- Casting : Sarah Teper
- Décor : Laurie Colson et Patrick Dechesne
- Costumes : Gil Lesage
- Laboratoires : Laboratoires Éclair
- Caméras : Arriflex
- Producteurs : Sébastien de Fonseca, Denis Charvet, Serge Hayat, Jean-Charles Mille, Jean-Yves Roubin, Ruth Waldburger, Cédric Walter, Marco Pacchioni, Bernard Tanguy
- Sociétés de production : Red Star Cinema, Frakas Productions, Vega Film, Wild Bunch, Master Movie, Garance Capital
- Soutien à la production : CinéCinéma, CNC, Canal +, Télévision Suisse Romande, RTBF, Wallimage, Belgacom, Cinémage, Office fédéral de la culture, Centre du Cinéma et de l'Audiovisuel de la Communauté Française de Belgique
- Pays d'origine :  France
- Genre : comédie dramatique
- Format : 1.85:1, couleur
- Son : Dolby Digital
- Durée : 97 minutes
- Budget : 4,76M€[1]

## Distribution
- Emmanuelle Béart : Francès
- Béatrice Dalle : Gloria
- Soko : Gloria ado
- Clara Ponsot : Francès ado
- Pascal Greggory : Claude
- Stomy Bugsy (crédité sous son vrai nom, Gilles Duarte) : Le chauffeur de Francès
- Sasha Andres : Véro
- Mélanie Martinez Llense : la serveuse
- Jean-Marc Royon : Michel
- Olivia Csiky Trnka : Hélène
- Mata Gabin : La femme de ménage
- Sophie Malnatti : la prof de gym
- Camille Chamoux : Tonina
- Julien Lucas : Le producteur télé
- Coralie Trinh Thi : la gothique
- Lydia Lunch : la chanteuse
- Alban Lenoir : un policier
- Pascale Bodet : invitée plateau télé
- Jean Cotter : Le danseur
- Nadège Prugnard : La mère de Gloria
- Fantazio : Le père de Gloria
- Nicolas Rey : Le scientifique
- César Andrei : Petit ami Claude
- Vartan Fau : Le pianiste
- Mélanie Gautier : La maquilleuse
- Didier Manuel : Le vendeur de disques
- Eric Larcin : Infirmier chef
- Véronique Desnoeck : Infirmière HP
- Jean-Yves Ruf : Le psychiatre
- Hanna Novak : L'infirmière stressée
- Vincent Bersoulle : Infirmier HP
- Michel Bouis : Infirmier HP
- Robinson Delacroix : Punk
- Assia Khvatov : Punk
- Camille Dejoux : Punk
- Benoît Poilve : Punk
- Yohan Hermant : Punk
- Kevin Dusic : Punk
- Quentin Chauziex : Punk
- Tarek Haoudy : Punk
- Louis Dugast : Punk
- Clément Colonia : Punk
- Esther Hania : Punk
- Sébastien Jacuinot : Punk
- Victor Lapprend : Skin
- Swann Janin : Skin
- John Hermeline : Skin
- Malik Diouf : Skin
- Mathieu Camus : Skin
- Jacqueline Le Tellier : Dame immeuble Francès
- Chantal Djedje : Invitée plateau télé émission Francès
- Marie-Céline Rey : Invitée plateau télé émission Francès
- Dgiz : Invité plateau télé émission Francès
- Jean-Marc Desmond : Invité plateau télé émission Francès
- Jacqueline Umuraraneza : Invitée plateau télé émission Francès
- Marion Mazauric : Invitée plateau télé émission Francès
- Eric Wielemans : Policier église Saint-Eustache
- Xavier Fillol : Policier église Saint-Eustache
- Bojena Horackova : Invitée Lutetia
- Pierre Léon : Invité Lutetia
- Tom de Pékin : Artiste au China Club
- Victor Marzouk : Artiste au China Club
- Christophe Berthemin : Client au Bar

## Bande originale
Musique originale de Varou Jan & Stéphane Augagneur.
- Lydia Lunch & Big Sexy Noise - Collision Course
- Lydia Lunch & Big Sexy Noise - Baby Faced Killer
- Léo Ferré (chanté par Sasha Andres & Lydia Lunch) Avec le temps
- Enrique Bunbury Frente a Frente
- lab° Enclume
- Cherokees Rock'n'Roll Control
- The Beaux Jens She Was Mine
- Diamanda Galas Sono l'Antichristo
- Bérurier Noir Nada
- Bérurier Noir Le Renard
- Bérurier Noir Les Rebelles
- Métal Urbain Panik
- Marquis de Sade Final Fog
- OTH Parce que ça nous plaît
- Siouxsie and the Banshees Red Light
- Guerre Froide Berlin 81
- The Ruts (chanté par Soko) Babylon is Burning
- Jad Wio You're gonna miss me
- Deborah Degouts Touche pas à mes affaires
- Puss in Boots Puss in Boots
- France de Griessen I Want to be You
- France de Griessen Sunbeam
- Babyshambles Fuck Forever
- La Souris Déglinguée Beaucoup de libertés
- Zenzile Sleepless Night
- Parabellum Cayenne
- Pierre Boulez Commentaire 1 de Bourreaux de solitude

## Accueil

### Box-office
Les données ci-dessous proviennent de l'Observatoire européen de l'audiovisuel.
| Pays       | Distributeur           | Box-office     | Date de sortie |
| Belgique   | Lumiere Publishing     | 1 122 entrées  | 28/03/2012     |
| Suisse     | Vega Film              | 537 entrées    | 21/03/2012     |
| France     | Happiness Distribution | 33 907 entrées | 21/03/2012     |
| Luxembourg | Lumiere Publishing     | 5 entrées      | 28/03/2012     |
| Total      | -                      | 35 571 entrées | -              |

## Autour du film
Après avoir réalisé Baise-moi (2000) puis le documentaire Mutantes (2009), Virginie Despentes travaillait sur une adaptation contemporaine de Bel-Ami de Maupassant mais deux producteurs lui ont proposé d'adapter à l'écran son propre roman Bye Bye Blondie. Malgré cette proposition, elle dit avoir eu besoin de sept ans pour pouvoir produire et réaliser ce film.
Virginie Despentes a proposé un rôle à Soko après avoir vu la performance de celle-ci dans À l'origine.
Le film a été tourné dans le département de Meurthe-et-Moselle ainsi qu’à Paris.